# Trouble grave du comportement
Définition d'un trouble grave du comportement (TGC) chez les personnes ayant une déficience intellectuelle (DI), un trouble du spectre de l'autisme (TSA) ou une déficience physique (DP).

## Troubles du comportement (TC) et troubles graves du comportement (TGC)
Trouble du comportement : « Action ou ensemble d’actions qui est jugé problématique parce qu’il s’écarte des normes sociales, culturelles ou développementales et qui est préjudiciable à la personne ou à son environnement social ou physique. » (Tassé, Sabourin, Garcin, Lecavalier, 2010)
Trouble grave du comportement : Un « trouble grave du comportement » (TGC) n’est pas intrinsèque à une personne, ce n’est donc pas un diagnostic clinique. Le terme TGC réfère à un descripteur clinico-administratif qui reflète la situation spécifique d’un individu à un moment de sa vie (INESSS, 2021). On parle ainsi de personnes en situation de TGC.  
Le descripteur clinico‐administratif TGC devrait être utilisé si la situation de la personne répond aux quatre critères suivants (Paquet, Sabourin, Camiré, Gagnon, Gagnon, Godbout, à paraître) :  
- Une ou des manifestations comportementales graves sont associées à une situation clinique ou à une réadaptation complexe. Elles peuvent avoir des causes multiples et sont la plupart du temps, sinon toujours, associées à des troubles concomitants.
- Les manifestations comportementales graves et multiples entraînent des préjudices sociaux ou des inadaptations sociales graves qui peuvent s’être accumulés au cours de la dernière année.
- Les manifestations comportementales graves ont eu lieu récemment (au cours des 90 derniers jours) et persistent.
- La dispensation des services est perturbée : l’usager ne répond pas aux traitements habituels reconnus, il refuse les services alors qu’il en a besoin ou les services sont limités et ne permettent pas d’offrir les interventions appropriées

## Opérationnalisation de la définition de TGC (en DI-TSA et en DP)
Afin de permettre l’identification de la clientèle présentant une DI ou un TSA  en situation de TGC, le Service québécois d’expertise en troubles graves du comportement (SQETGC), en collaboration avec des membres de la communauté de pratique en TGC | DI-TSA, a rédigé un protocole d’identification de la clientèle dans lequel les quatre critères ont été opérationnalisés pour s’ajuster ajuster aux caractéristiques de la clientèle DI-TSA (SQETGC, 2017).
La même démarche a été réalisée quelques années plus tard en déficience physique en collaboration avec des membres de la Communauté de pratique en TGC | DP (SQETGC, 2020).  

## Sources
- Tassé, Marc J.; Sabourin, Guy; Garcin, Nathalie; Lecavalier, Luc : Définition d’un trouble grave du comportement chez les personnes ayant une déficience intellectuelle; Canadian Journal of Behavioural Science/Revue canadienne des sciences du comportement, Vol 42(1), Jan 2010, 62-69.
- Institut national d’excellence en santé et en services sociaux (INESSS). Troubles graves du comportement : meilleures pratiques en prévention, en évaluation et en intervention auprès des personnes qui présentent une déficience intellectuelle, une déficience physique ou un trouble du spectre de l’autisme. État des connaissances rédigé par Isabelle Boisvert et Michel Mercier. Québec, Qc : INESSS; 2021. 87 p.

- Paquet, M., Sabourin, G., Camiré, M., Gagnon, I., Gagnon, S. & Godbout, D. (à paraître). Élaboration d’une définition de « troubles graves de comportement » commune au réseau de la santé et des services sociaux.
- Service québécois d’expertise en troubles graves du comportement (2017). Protocole d’identification des personnes ayant une DI ou un TSA et manifestant un trouble grave du comportement. Montréal, Canada : SQETGC | CIUSSS MCQ.
- Service québécois d’expertise en troubles graves du comportement (2020). Protocole d’identification des personnes ayant une déficience physique et manifestant un trouble grave du comportement. Montréal, Canada : SQETGC | CIUSSS MCQ.